# Saperda lateralis
Saperda lateralis es una especie de escarabajo longicornio del género Saperda, subfamilia Lamiinae. Fue descrita científicamente por Fabricius en 1775.
Se distribuye por Canadá y los Estados Unidos. Mide 9-14 milímetros de longitud. El período de vuelo ocurre en los meses de mayo, junio, julio, agosto, septiembre y octubre. Vive en bosques caducifolios y mixtos, las larvas se alimentan de madera muerta de olmo, avellano y pino.

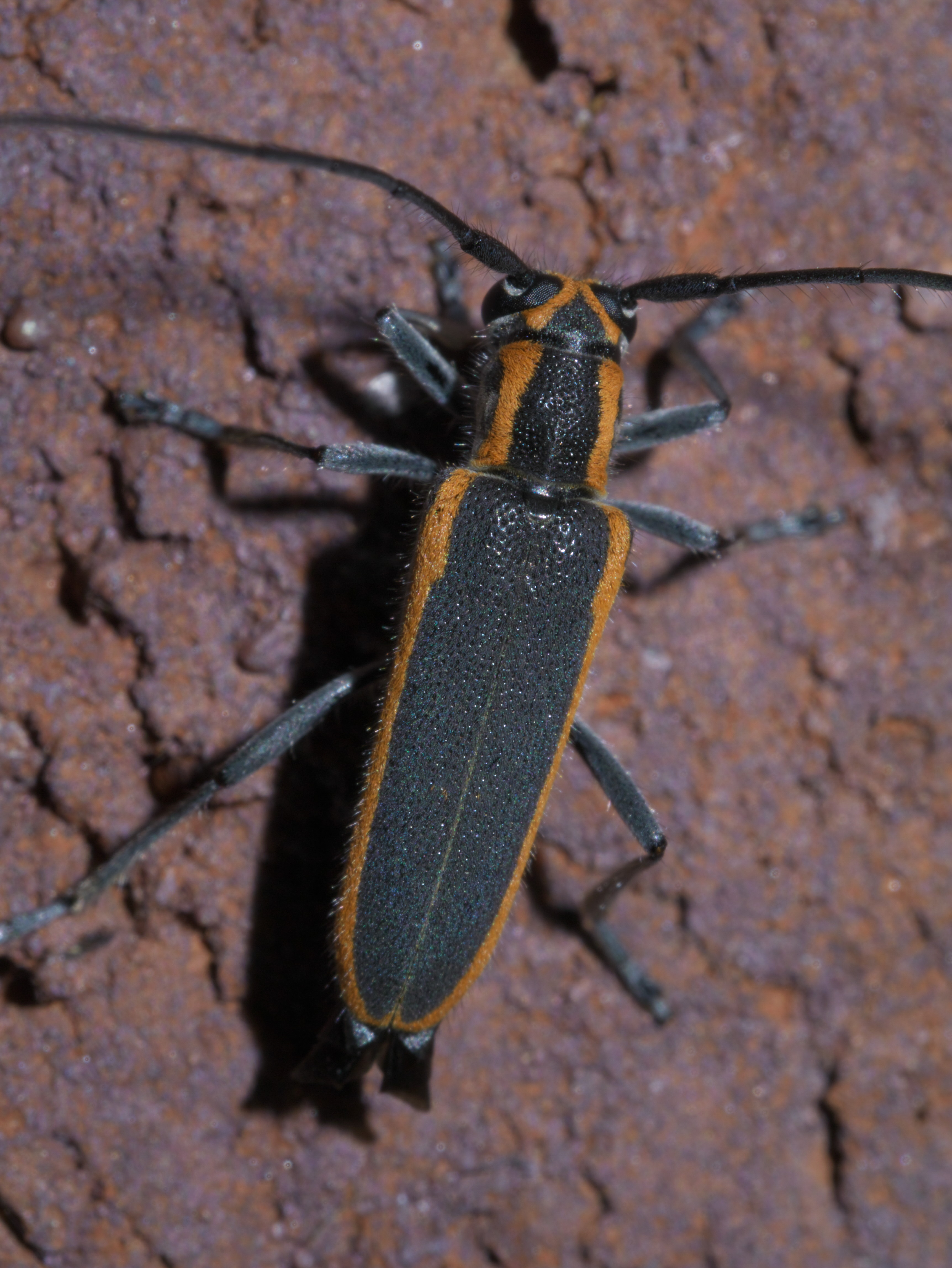
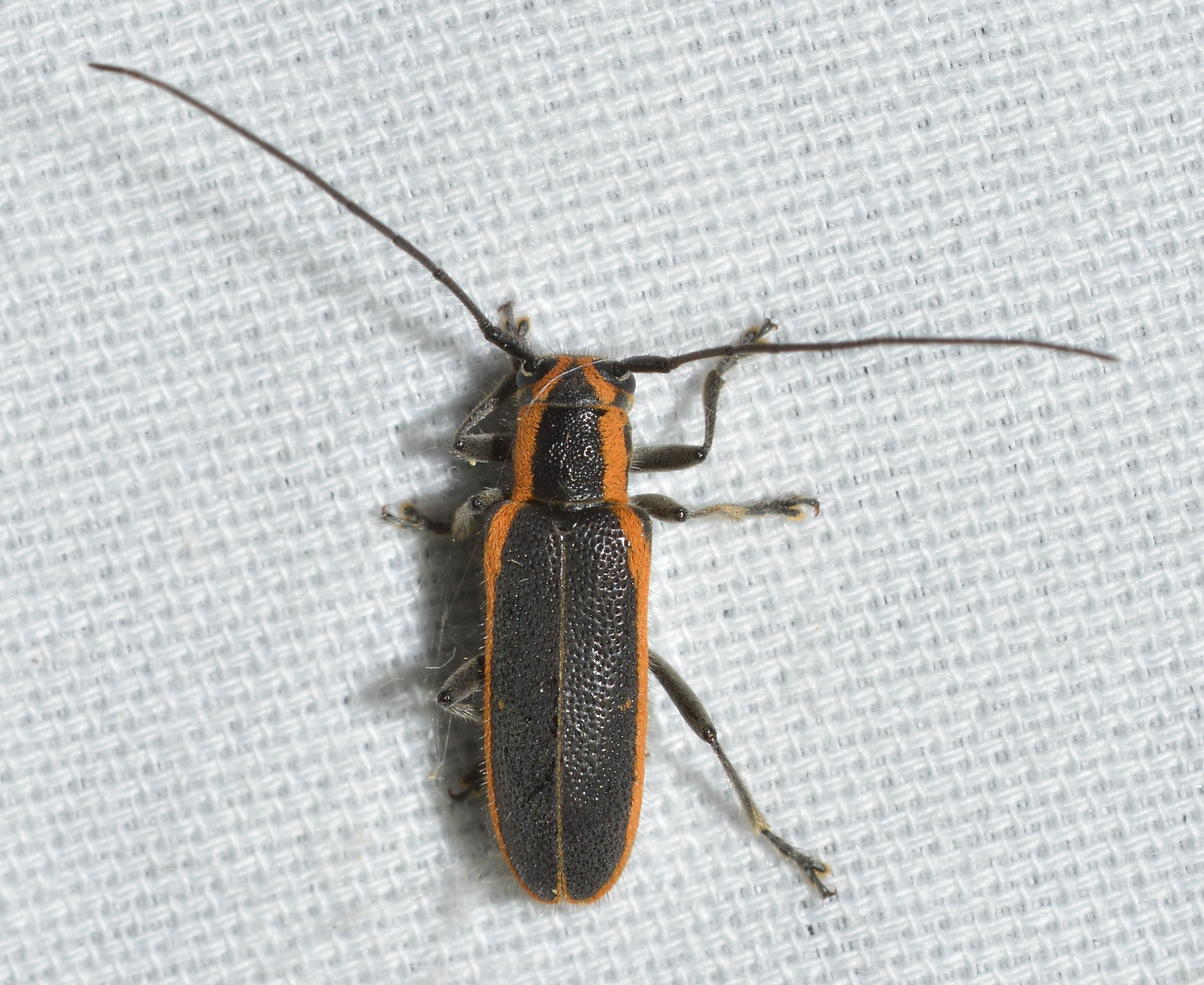
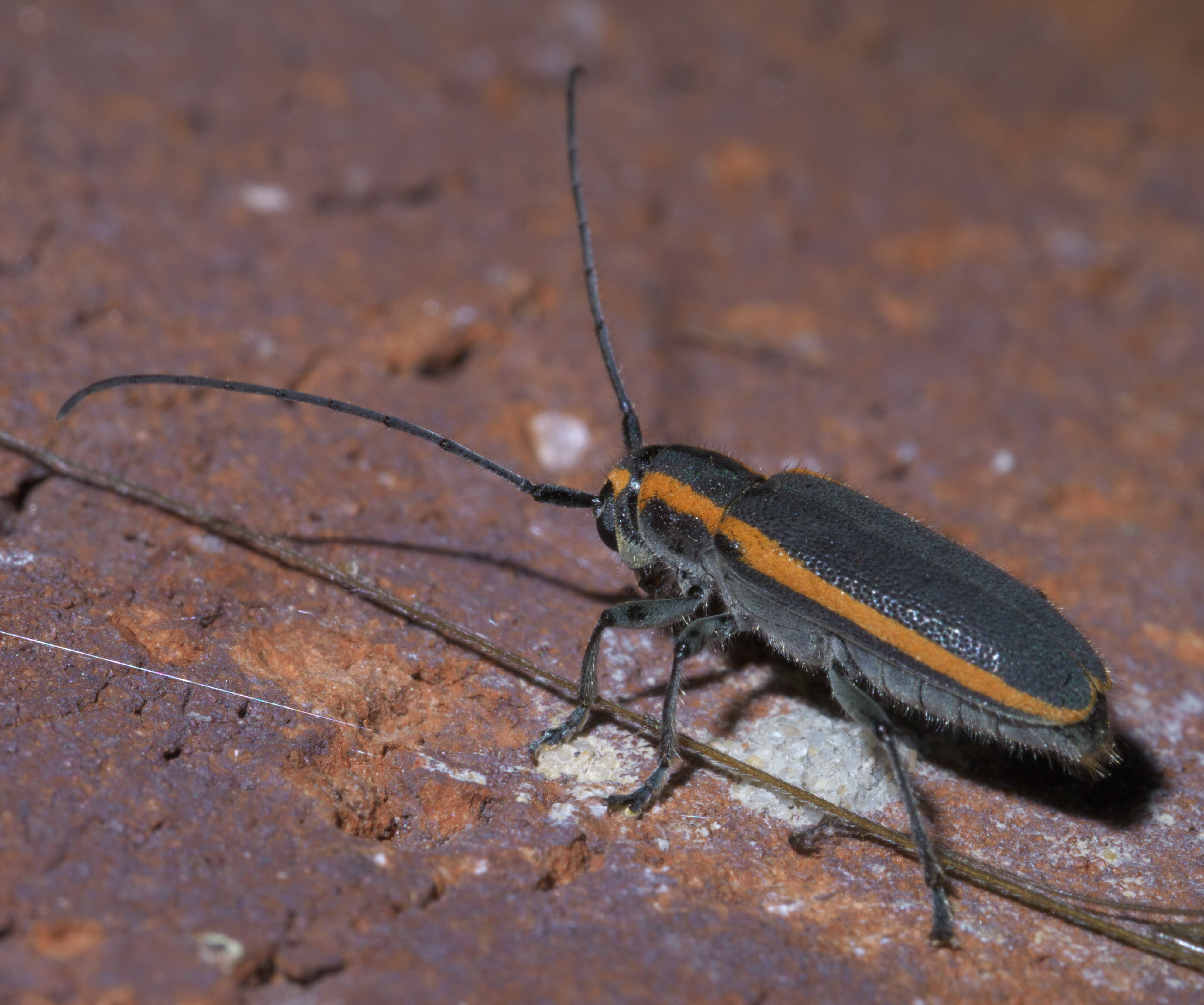
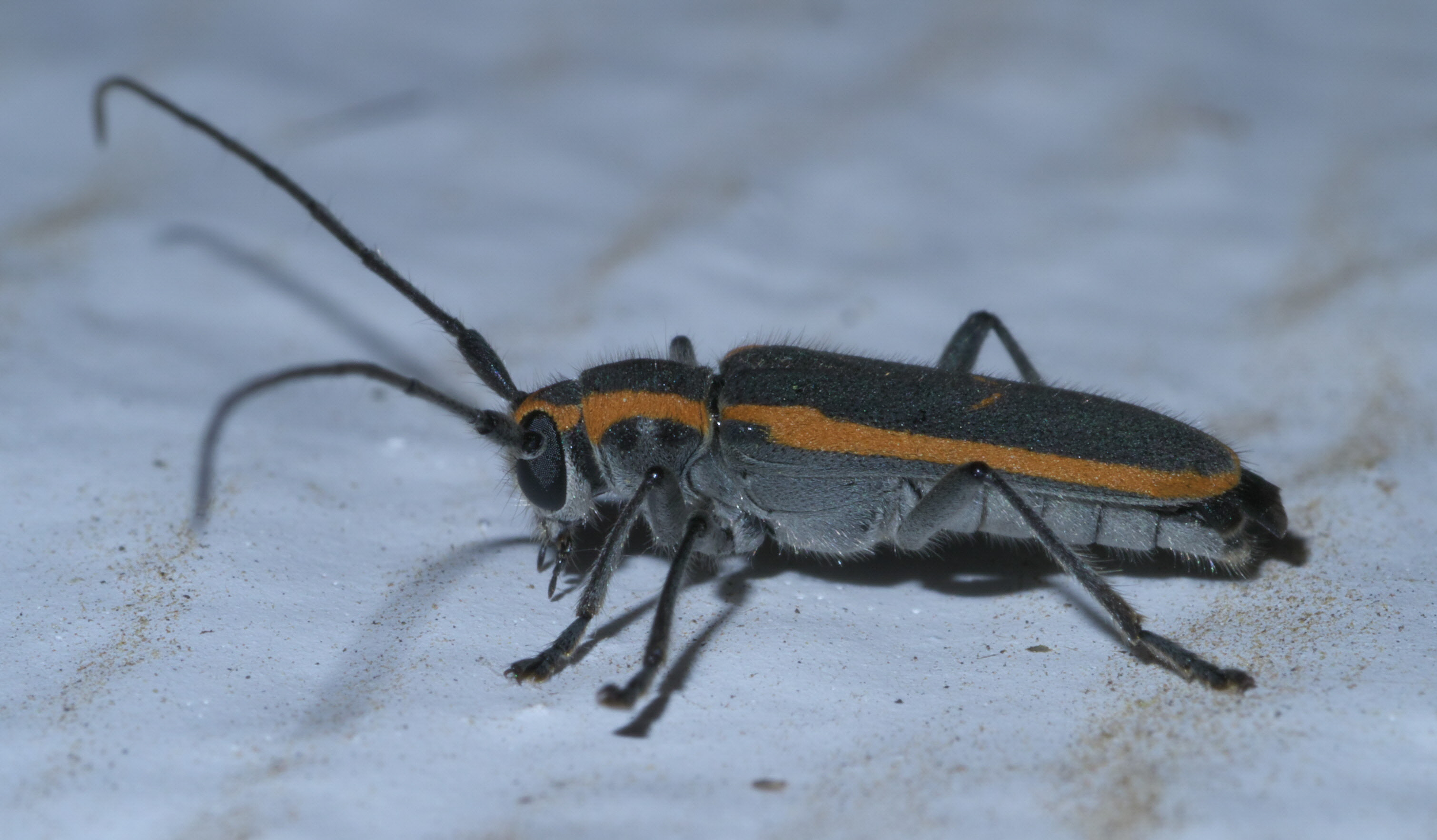